# Metazygia carrizal
Metazygia carrizal là một loài nhện trong họ Araneidae.
Loài này thuộc chi Metazygia. Metazygia carrizal được Herbert Walter Levi miêu tả năm 1995.